# Kozanowo
Kozanowo (bułg. Козаново) – wieś w Bułgarii, w obwodzie Płowdiw, w gminie Asenowgrad. Według danych szacunkowych Ujednoliconego Systemu Ewidencji Ludności oraz Usług Administracyjnych dla Ludności, 15 czerwca 2020 roku miejscowość liczyła 598 mieszkańców.

## Osoby związane z miejscowością

### Urodzeni
- Sławczo Todorow – bułgarski czetnik Iwana Naumowa Alabaki[2]